# Tiffany Welford
Tiffany Welford (Jakarta, 12 april 1985) is een tennisspeelster uit Australië.
Tussen maart 2005 en april 2008 was ze langdurig niet actief vanwege een chronische blessure. 
Welford had als bijnaam TJ. Haar jongere zus Julianne, die op het juniorencircuit speelde, had als bijnaam JT.
In 2005 speelde ze middels een wildcard op de Australian Open op het damesenkeltoernooi. Zij verloor haar openingspartij in drie sets van de Oostenrijkse Barbara Schett.

## Posities op deWTA-ranglijst
Positie per einde seizoen:
| jaar | rang enkelspel | rang dubbelspel |
| ---- | -------------- | --------------- |
| 2001 | 754            | –               |
| 2002 | 600            | 602             |
| 2003 | 699            | –               |
| 2004 | 395            | 494             |
| 2005 | 399            | 923             |
|      |                |                 |
| 2008 | 1113           | 583             |
| 2009 | 679            | –               |
| 2010 | 552            | 649             |

## Resultaten grandslamtoernooien
| Legenda | Legenda                          |
| ------- | -------------------------------- |
| g.t.    | geen toernooi gehouden           |
| l.c.    | lagere categorie                 |
| –       | niet deelgenomen                 |
| G       | uitgeschakeld in de groepsfase   |
| 1R      | uitgeschakeld in de eerste ronde |
| 2R      | uitgeschakeld in de tweede ronde |
| 3R      | uitgeschakeld in de derde ronde  |
| 4R      | uitgeschakeld in de vierde ronde |
| KF      | uitgeschakeld in de kwartfinale  |
| HF      | uitgeschakeld in de halve finale |
| F       | de finale verloren               |
| W       | het toernooi gewonnen            |
| w-v     | winst/verlies-balans             |

### Enkelspel
| toernooi        | 2005 |
| --------------- | ---- |
| Australian Open | 1R   |
| Roland Garros   | –    |
| Wimbledon       | –    |
| US Open         | –    |